# 拉巴平措
拉巴平措（藏語：ལྷག་པ་ཕུན་ཚོགས，威利转写：lhag pa phun tshogs，THL：lhakpa püntsok, 1942年11月11日—），男，藏族，中华人民共和国政治人物，中国共产党党员，曾任西藏自治区人民政府副主席，第十一届全国政协委员，十一届全国政协民族和宗教委员会副主任。现任中国藏学研究中心总干事。

## 生平
2008年，当选第十一届全国政协委员，代表少数民族界，分入第五十组。并担任民族和宗教委员会副主任。